# Ruth Wodak
Ruth Wodak, distinguida profesora austriaca y catedrática en Análisis del discurso en la Universidad de Lancaster. Vivió en Viena, Austria, donde fue profesora titular de Lingüística aplicada desde 1991. En la actualidad se mantiene como codirectora de la llamada Punto Focal Nacional Austriaca (PFN) perteneciente al Observatorio Europeo del Racismo, la Xenofobia y el Antisemitismo.

## Profesión
Ruth Wodak es miembro del consejo editorial de una serie de revistas de lingüística, coeditora de la revista "Discurso y Sociedad", editora de Estudios Críticos del Discurso (con Norman Fairclough, Phil Graham y Jay Lemke) y editora del diario de la Lengua y la Política (con Chilton Pablo). Con Greg Myers, editan la serie de libros DAPSAC (Benjamins).
También fue editora de la sección de "Lengua y política" para la segunda edición de la Enciclopedia Elsevier de la Lengua y Lingüística. Ruth presidió el panel para la entrega del premio EURYI para las Ciencias Sociales y Humanidades, de la Fundación Europea de las Ciencias, entre el 2006 hasta el 2008. Además pertenece al Foro de Ciudadanos Preocupados de Europa en representación de Lancaster.

## Investigaciones
Sus investigaciones se centran principalmente en Análisis del discurso y en el Análisis crítico del discurso. Junto con sus colegas y estudiantes del doctorado en Viena (Rudolf de Cillia, Gertraud Benke, Helmut Gruber, Florian Menz, Martín Reisigl, Usama Suleiman y Christine Anthonissen), se elaboró el enfoque del discurso histórico denomindo: "Interdisciplinario, orientado a los problemas y análisis del cambio de las prácticas discursivas en el tiempo y en varios géneros".
Ella ha sido profesor visitante en la Universidad de Upsala, la Universidad de Stanford, la Universidad de Minnesota, la Universidad de Georgetown y Universidad de East Anglia.

## Premios y reconocimientos
Entre otro premios, fue galardonada con el Premio Wittgenstein para los investigadores de élite en 1996. Sus principales proyectos se centraron en:
- Los discursos sobre la ONU,
- Empleo en las organizaciones de la UE
- Debates sobre la OTAN
- Neutralidad de Austria y Hungría
- Construcción discursiva de las identidades europeas
- Actitudes hacia la Ampliación de la UE
- Racismo
- Debates Parlamentarios sobre la inmigración en seis países de la UE
- Construcción discursiva del pasado individual
- Recuerdos colectivos de la Wehrmacht alemana y la Segunda Guerra Mundial

En octubre de 2006, fue galardonada con el Premio de la Mujer de la Ciudad de Viena. Además galardonada con la comisión Kerstin Hesselgren del Parlamento de Suecia y estuvo en la Universidad de Örebro, Suecia, entre marzo y junio de 2008.